# Grégoire Chabert
Pour les articles homonymes, voir Chabert.
Grégoire Eugène Chabert est un homme politique français né le 17 novembre 1818 à Aubenas (Ardèche) et MORT le 17 juillet 1853 à Aubenas.

## Biographie
Ingénieur civil, il est député de l'Ardèche de 1849 à 1851, siégeant à gauche.